# Roger Dicken
Roger Maxwell Dicken (* 15. April 1939 in Portsmouth, Hampshire, England; † 18. Februar 2024 in North Wales) war ein britischer Spezialeffektkünstler und Modellbauer beim Film.

## Leben
Der 1939 in Portsmouth geborene Roger Dicken begann bereits während seiner Schulzeit damit, Monster zu zeichnen und zu modellieren. Mit einigen Jugendfreunden rief er Ende der 1950er Jahre in Portsmouth die Comedy-Horror-Show The Doctor Lugani Horror Show ins Leben, für die er die meisten Requisiten erstellte und bei den Auftritten auch verschiedene Rollen wie die des Lugani, oder als Geist, Gespenst oder Dracula übernahm.
1960 traf er am Set  von Die geheimnisvolle Insel in den Shepperton Studios den Stop-Motion-Experten Ray Harryhausen und entschied sich für eine Karriere in der Filmbranche, ohne eine formale Ausbildung in diesem Bereich erworben zu haben. Zunächst arbeitete er im Royal Court Theatre, wo er Requisiten baute. Nach seinem Umzug nach London erhielt er eine Anstellung in der Abteilung Szenenbild der BBC.
Als Teil des Trickeffekt-Teams von Derek Meddings arbeitete er an der Marionetten-Science-Fiction-Serie Thunderbirds von Gerry und Sylvia Anderson. Dort erstellte er Miniaturmodelle von Kilometersteinen, Heuschobern, Verkehrszeichen, Zäunen und weiteren Dingen, die für die Spezialeffekte benötigt wurden. 1966 schuf Dicken für den Spielfilm Feuervögel startbereit Figuren steinerner Schlangen. 1968 erhielt er das Angebot, an Stanley Kubricks Science-Fiction-Film 2001: Odyssee im Weltraum zu arbeiten, für den er die Miniatur-Mondlandschaften erstellte. Seither war er freischaffend als Spezialeffektkünstler tätig. Es folgten Arbeiten für die Horrorfilme Das Blutbiest und Der Hexenjäger.
Über eine Anfrage der Produzentin Aida Young ergab sich die Möglichkeit, für Hammer Film Productions an den Effekten des Abenteuerfilms Als Dinosaurier die Erde beherrschten zu arbeiten. Dicken arbeitete dabei als Assistent des US-amerikanischen Tricktechnikers Jim Danforth. Er modellierte für den Film verschiedene Dinosaurier, entwarf und produzierte Modellfiguren der Darsteller und ein überlebensgroßes Paar Pterodactylus-Krallenfüße für Nahaufnahmen. Zudem entwarf Dicken ein bewegliches Modell für eine Szene mit übergroßen Ameisen, die aber aus Zeitmangel aus dem Film gestrichen wurde. Darüber hinaus war Dicken für die Herstellung von Gipsformen, die Schaumstoffarbeiten an den Puppen und weitere Arbeiten im Hintergrund verantwortlich. Die Arbeit an diesem Projekt brachte Danforth und Dicken 1972 eine Oscar-Nominierung für die besten visuellen Effekte ein.
Danach arbeitete Dicken erneut für Hammer Film am Horrorfilm Dracula – Nächte des Entsetzens. Später folgten Arbeiten für die Produktionen Caprona – Das vergessene Land und Tauchfahrt des Schreckens.
Für Ridley Scotts Science-Fiction-Horrorfilm Alien – Das unheimliche Wesen aus einer fremden Welt erstellte Dicken die Modelle der Chestbuster- und Facehugger-Aliens und steuerte die Figur in der berühmten Chestbuster-Szene, bei der ein Alien aus dem Brustkorb des von John Hurt dargestellten Kane herausbricht. Während zwei Assistenten dafür sorgten, dass kleinen Säckchen am Körper des Chestbuster pulsierten, steuerte Dicken das Modell mit seinen eigenen Händen. Obwohl Dicken elementar an den Spezialeffekten des Filmes beteiligt war, wurden bei der Oscarverleihung 1980 nur Nick Allder, Dennis Ayling, HR Giger, Brian Johnson und Carlo Rambaldi mit dem Oscar für die beste visuellen Effekte ausgezeichnet. Dicken war generell unzufrieden mit diversen Entscheidungen bei der Planung und Umsetzung der Effekte während der Dreharbeiten und äußerte sich später auch dahingehend, dass „andere die Lorbeeren für seine Arbeit“ geerntet hätten.
Nach einigen weiteren Arbeiten für Filme wie Der weiße Hund von Beverly Hills, American Monster und Begierde zog er sich von der Arbeit aus der Filmbranche zurück. Dicken ließ sich in Wales nieder, wo er verschiedenen kreativen Tätigkeiten nachging.
Roger Dicken starb am 18. Februar 2024 in seinem Haus in North Wales im Alter von 84 Jahren. Er hinterließ unter anderem seine Frau Wendy. Aus einer früheren Ehe gingen vier Kinder hervor.

## Filmografie (Auswahl)
- 1966: Feuervögel startbereit (Thunderbirds Are Go)
- 1968: 2001: Odyssee im Weltraum (2001: A Space Odyssey)
- 1968: Das Blutbiest (The Blood Beast Terror)
- 1968: Der Hexenjäger (Witchfinder General)
- 1970: Als Dinosaurier die Erde beherrschten (When Dinosaurs Ruled the Earth)
- 1970: Dracula – Nächte des Entsetzens (Scars of Dracula)
- 1974: Caprona – Das vergessene Land (The Land That Time Forgot)
- 1978: Tauchfahrt des Schreckens (Warlords of Atlantis)
- 1979: Alien – Das unheimliche Wesen aus einer fremden Welt (Alien)
- 1982: Der weiße Hund von Beverly Hills (White Dog)
- 1982: American Monster (Q)
- 1983: Begierde (The Hunger)

## Nominierung
- 1972: Nominierung für den Oscar für die besten visuellen Effekte für seine Arbeit an Als Dinosaurier die Erde beherrschten, gemeinsam mit Jim Danforth